# Shigeharu Ueki
Shigeharu Ueki, född 13 september 1954 i Kawasaki i Kanagawa prefektur, död 11 april 2024 i Maebashi i Gunma prefektur, var en japansk fotbollsspelare.